# 安吉耶兄弟

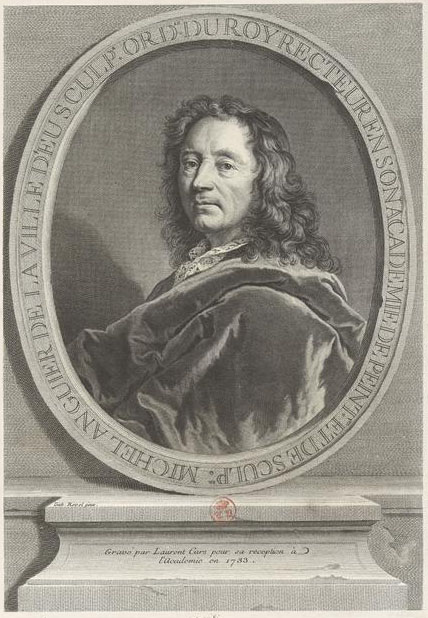
米歇爾·安吉耶

安吉耶兄弟分別是弗蘭索瓦·安吉耶（法語：François Anguier，1604年—1669年）與米歇爾·安吉耶（法語：Michel Anguier，1612年—1686年）兩人，均是法國雕刻家，出身自諾曼第濱海塞納省的厄镇。
他們兄弟在西蒙·基勒的工作室裡當過學徒。弗蘭索瓦主要的作品是一個在巴黎一間小教堂的小禮拜堂裡，用以紀念加爾默羅會教團的奠基者、樞機主教皮埃爾·德·貝呂勒的紀念像，而除了這尊半身像之外的其他作品都被毀了。此外還有最後的蒙莫朗西公爵亨利二世在穆蘭的陵寢。
米歇爾則於1674開始雕出在聖但尼門上的凱旋門雕像，以紀念法王路易十四的勝利。在聖寵谷的教堂中以耶穌誕生為主題的大理石雕像群公認是他的傑作。他從1662年到1667年指揮在這教堂裡的雕刻與裝飾工程，而他也負責監督在羅浮宮裡的奧地利的安妮房間之裝飾。尼古拉斯·富凯也僱用米歇爾來美化他的宅邸——沃樂維康宮。
弗蘭索瓦·安吉耶於1669年去世，而米歇爾·安吉耶則在1686年於巴黎去世。

## 外部連結
- 出自葛洛夫藝術百科全書線上版的傳記 （页面存档备份，存于）